# Vincenzo Montella
Vincenzo Montella (ur. 18 czerwca 1974 w Pomigliano d’Arco) – włoski trener i piłkarz, który występował na pozycji napastnika. Od 2023 jest selekcjonerem reprezentacji Turcji.

## Kariera klubowa
Vincenzo Montella jest wychowankiem Empoli FC. Potem reprezentował barwy Genoa CFC i Sampdorii. Od 1999 był piłkarzem AS Romy. W sezonie 2000/2001 wywalczył z tym zespołem mistrzostwo Włoch. Rok później strzelił cztery bramki w derbach Rzymu pomiędzy Romą a S.S. Lazio, co jest rekordem tych spotkań. Pod koniec kariery był wypożyczany do Fulham F.C. oraz Sampdorii. Ostatni sezon spędził w barwach Romy. 2 lipca 2009 zakończył piłkarską karierę.

## Kariera reprezentacyjna
W reprezentacji Włoch zadebiutował 5 czerwca 1999 w meczu z Walią. Z drużyną narodową wystąpił na Mistrzostwach Europy w 2000 i 2004, a także na Mistrzostwach Świata 2002.

## Kariera trenerska
21 lutego 2011 został pierwszym trenerem Romy, obejmując stanowisko po Claudio Ranierim, który podał się do dymisji. 1 lipca 2011 został trenerem klubu Calcio Catania. W dniu 11 czerwca 2012 roku podpisał dwuletni kontrakt z Fiorentiną (przedłużony później do 2017 roku). Zwolniony z Fiorentiny 8 czerwca 2015. 15 listopada 2015 roku został trenerem Sampdorii. W 2016 roku podpisał 2 letni kontrakt z A.C. Milan. 27 listopada 2017 został zwolniony z funkcji trenera Milanu. 28 grudnia 2017 roku został nowym trenerem hiszpańskiego klubu Sevilla FC. 28 kwietnia 2018 roku został zwolniony z tego stanowiska. 21 września 2023 został ogłoszony selekcjonerem reprezentacji Turcji.